# Vadászat a Vörös Októberre (film)
A Vadászat a Vörös Októberre (eredeti cím: The Hunt for Red October) 1990-es amerikai akciófilm. Története Tom Clancy azonos című regényén alapul. A film rendezője John McTiernan, főszereplői Sean Connery és Alec Baldwin.
A film elsöprően pozitív kritikákat kapott, és abban az évben a legnagyobb bevétellel rendelkező filmek között volt. Összbevétele 122 millió dollár volt Észak-Amerikában, és 200 millió dollár világszerte. A film 1991-ben elnyerte a „legjobb hangvágás” Oscar-díját.

## Rövid történet
1984 novemberében a Szovjetunió legjobb tengeralattjáró-kapitánya egy új, felderíthetetlen tengeralattjáróval megszegi a parancsot, és az Egyesült Államok felé veszi az irányt. Az amerikai CIA-nak és a hadseregnek gyorsan kell döntenie: Vajon disszidálni próbál, vagy háborút akar kirobbantani?

## Cselekmény
|  | Alább a cselekmény részletei következnek! |

Marko Ramius, litván származású kapitány (Sean Connery) a legújabb fejlesztésű Vörös Október orosz atommeghajtású tengeralattjáró parancsnoka. Fegyverei között atomrakéták vannak, hajtóműve a csendes „hernyó”-hajtómű, ami az amerikaiak számára felderíthetetlen.
1984-ben Ramius parancsot kap a tengeralattjáró kipróbálására. A hadgyakorlatban ellenfele a V.K. Konovalov tengeralattjáró, aminek parancsnoka egyik tanítványa, az arrogáns Tupoljev kapitány (Stellan Skarsgård).
Ramius az indulás után nem sokkal puszta kézzel megöli Iván Putyin politikai tisztet (Peter Firth) a kabinjában, miután közösen kinyitják a kapott parancsot, ami az útirányra vonatkozik. Ramius a zsebéből egy másik parancsot vesz elő, az eredetit pedig elégeti. A tiszti étkezőben a többi tiszt elé tárja a tényeket: a politikai tiszt megölését és azt, hogy indulás előtt levelet küldött a tengernagynak, amiben megírta, hogy átállnak. A megbeszélés előtt doktor Petrovot (Tim Curry) elküldik, így kiderül, hogy ő nincs beavatva a tervbe. Az orvos a politikai tiszt halálát balesetnek minősíti, és a hajó azonnali visszafordulását javasolja, ezt azonban Ramius nem fogadja el.
A parancs ismertetése és Ramius lelkesítő beszéde után a Vörös Október legénysége spontán módon énekelni kezdi a szovjet himnuszt.
A USS Dallas (SSN-700) amerikai tengeralattjáró a közelben teljesít szolgálatot, így észleli a Vörös Október elindulását. Azonban hamarosan elveszítik a nyomát, amikor a Vörös Október bekapcsolja a csendes hajtóművét.

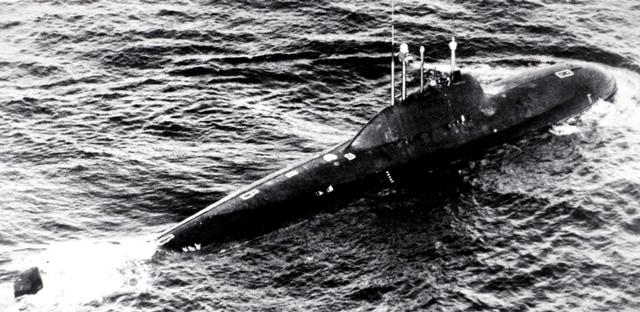
Egy Alfa-osztályú orosz tengeralattjáró, mint amilyen a filmben a Konovalov
(a kép 1984-ben készült)

A CIA elemzője, egy kiképzett tengerésztiszt, Dr. Jack Ryan (Alec Baldwin) rövid tájékoztatást tart amerikai főtisztek és politikusok előtt a Vörös Október elindulásáról és érzékelteti annak veszélyeit (ti. észrevétlenül az észak-amerikai partokig tud jutni, ahol elindíthatja atomrakétáit). A fenyegetést növeli, hogy a szovjet hadiflotta hadihajói és több szovjet tengeralattjáró is elindult az Atlanti-óceánon nyugati irányban. Ugyanakkor Jack Ryan, aki jól ismeri Ramiust (bár személyesen csak egyszer találkozott vele), valószínűbbnek tartja, hogy Ramius éppen a veszély felismerése miatt, amit az újfajta tengeralattjáró jelent, „át akar állni” hozzájuk. A megbeszélést vezető politikus megbízza Jack Ryant, hogy három nap alatt bizonyítsa be az elméletét, vagy kénytelenek lesznek elsüllyeszteni Ramius hajóját.
A Vörös Október  csendes hajtóműve meghibásodik a tengeren; szabotázs gyanúja merül fel. A kapitány a hagyományos hajtómű bekapcsolását rendeli el. A hajót észlelik a szovjet tengeralattjárók, akik parancsot kapnak annak elpusztítására (azzal az indokkal, hogy a parancsnoka megőrült). Ramius a szovjet hadiflotta által korábban jól feltérképezett, víz alatti „kanyon”-okban halad, nagy sebességgel, ahol az éles fordulókat másodperces pontossággal kell végrehajtani.
Jones, szonárkezelő tengerész altiszt (Courtney B. Vance) a Dallas fedélzetén észleli a Vörös Október hagyományos hajtóművének hangjait, a Dallas a Vörös Október nyomába ered.
Jack Ryannek sikerül egy kockázatos akciót jóváhagyatnia a CIA illetékesével, aki elrendeli, hogy egy hadihajóról indulva Jack egy helikopterről átszállhasson a Dallas fedélzetére az óceán egy meghatározott pontján.
Jack Ryan a Dallas fedélzetén rábeszéli Bart Mancuso parancsnokot (Scott Glenn), hogy vegyék fel a kapcsolatot Ramiusszal, hogy kiderüljenek a szándékai, bár a kapitány már elrendelte a torpedók előkészítését a Vörös Október megsemmisítésére. Mindkét tengeralattjáró felemelkedik periszkópszintre, ahol az amerikai kapitány a periszkópon keresztül fényjelekkel azt az üzenetet adja a másik hajó felé, amit Jack Ryan diktál neki: induljon egyenesen déli irányba, a Lőrinc-mélységhez (angolul: Laurentian Abyssal). Ramius „ping”-eléssel jelzi, hogy megértette az üzenetet. A helyszín azért előnyös, mert ott a nagy mélység miatt a Vörös Október nyomtalanul „megsemmisülhet”.
20 órával később a Vörös Október fedélzetén nukleáris szivárgás miatt riadót rendelnek el, és a teljes legénység elhagyja a hajót mentőcsónakokon. Néhány km-re tőlük egy amerikai hadihajó egyenes feléjük tart. Ramius azt mondja a hajó orvosának, hogy ő a tisztekkel visszamegy és elsüllyeszti a hajót, hogy az ne kerüljön az ellenség kezébe.
A Vörös Október lemerül és hamarosan hozzácsatlakozik egy kisméretű, Mystic-osztályú DSRV (néhány személy szállítására alkalmas kisméretű tengeralattjáró). A típus különlegessége, hogy rá tud kapcsolódni az amerikai és az orosz tengeralattjárók zsilipeire is, így mentésre is felhasználható. A kis hajóban a Dallas kapitánya, Ryan, a szonárkezelő és egy kormányos tartózkodik. Megérkezésük után Ramius a maga és tisztjei számára menedékjogot kér az Egyesült Államokban.
Meglepetésként éri őket a Konovalovról indított torpedó, ami feléjük tart. Bár a többi  szovjet tengeralattjárót sikerült lerázniuk, a nagyon gyors Alfa-osztályú szovjet tengeralattjáró a nyomukban maradt. Ugyanakkor a parancsnoki állásban több lövés dörren az egyik folyosó irányából. Ramius első tisztje, Vaszilij Borogyin (Sam Neill) halálos lövést kap a mellkasán. A támadó a szakács Loginov, aki minden bizonnyal titkos GRU-ügynök. Bár az atomrakétát nem tudja elindítani, de fel tudja robbantani, ezért Ryan és Ramius a nyomába erednek. Ramiust hamarosan találat éri, végül Ryan leteríti a merénylőt.
A szovjet tengeralattjáróról feléjük indított torpedókat a Dallastól kapott információk felhasználásával sikerül a kis alkalmi legénységnek manőverekkel kicselezniük. Az egyik torpedó cél tévesztve az őt indító Konovalov ellen fordul, a hajó felrobban.
A Vörös Október legénysége, nem tudva a másik szovjet tengeralattjáróról, azt hiszi, hogy a Vörös Október az ellenséggel vívott harcban megsemmisült.
Éjszaka Ryan és Ramius a fedélzeten vannak, és Maine államban a Penobscot folyón haladnak felfelé.
A történet azzal ér véget, hogy Jack Ryan egy repülőgépen alszik, a mellette lévő ülésen egy nagy játékmaci, amit a kislányának visz, ahogy a történet elején megígérte neki.
|  | Itt a vége a cselekmény részletezésének! |

## Szereposztás
| Karakter                         | Színész               | Magyar hang (1990) |
| -------------------------------- | --------------------- | ------------------ |
| Marko Ramius                     | Sean Connery          | Kristóf Tibor      |
| Jack Ryan                        | Alec Baldwin          | Rátóti Zoltán      |
| Bart Mancuso                     | Scott Glenn           | Fülöp Zsigmond     |
| Borogyin kapitány                | Sam Neill             | Szersén Gyula      |
| Greer admirális                  | James Earl Jones      | Kránitz Lajos      |
| Liszenko nagykövet               | Joss Ackland          | Képessy József     |
| Jeffrey Pelt                     | Richard Jordan        | Csernák János      |
| Ivan Putyin                      | Peter Firth           | Konrád Antal       |
| Dr. Petrov                       | Tim Curry             | Benkő Péter        |
| Jones tengerész                  | Courtney B. Van       | Lux Ádám           |
| Tupoljev kapitány                | Stellan Skarsgård     | Dobránszky Zoltán  |
| Skip Tyler                       | Jeffrey Jones         | Helyey László      |
| Bill Steiner                     | Timothy Carhart       | Csankó Zoltán      |
| Hajóparancsnok                   | Larry Ferguson        | Láng József        |
| Painter admirális                | Fred Dalton Thompson  | Vass Gábor         |
| Davenport kapitány               | Daniel Davis          | Trokán Péter       |
| Beaumont tengerész (USS Dallas)  | Ned Vaughn            | Győri Péter        |
| Thompson alezredes (USS Dallas)  | Anthony Peck          | Kovács István      |
| Melekin hadnagy (Vörös Október)  | Ronald Guttman        | Kerekes József     |
| Loginov, szakács (Vörös Október) | Tomas Arana           | Kassai Károly      |
| Ivan (Vörös Október)             | Michael George Benko  |                    |
| Tiszt (Vörös Október)            | Anatoli Davydov       | Balázsi Gyula      |
| Tiszt (Vörös Október)            | Ivan G'Vera           |                    |
| Merülőtiszt (Vörös Október)      | Artur Cybulski        | Lippai László      |
| Hajóparancsnok (Vörös Október)   | Sven-Ole Thorsen      |                    |
| Komarov (Vörös Október)          | Michael Welden        | Haás Vander Péter  |
| Szlavin (Vörös Október)          | Boris Lee Krutonog    | Lesznek Tibor      |
| Andrej Bonovia (Konovalov)       | Krzysztof Janczar     | Lippai László      |
| Helikopterpilóta                 | Don Oscar Smith       | Rosta Sándor       |
| C-2A navigátor                   | Rick Ducommun         | Schnell Ádám       |
| DSRV-tiszt                       | George H. Billy       |                    |
| Jim Curry hadnagy                | Reed Popovich         |                    |
| Andrei Amalric                   | Andrew Divoff         |                    |
| Padorin admirális                | Peter Zinner          | Horkai János       |
| Padorin titkára                  | Tony Veneto           | Pusztai Péter      |
| Judge Moore (Értekezlet)         | Ray Reinhardt         | Huszár László      |
| Tábornok (Értekezlet)            | F.J. O'Neil           | Kun Vilmos         |
| Mike Hewitt alparancsnok         | William Bell Sullivan | Schnell Ádám       |
| Caroline Ryan                    | Gates McFadden        | Csere Ágnes        |
| Sally Ryan                       | Louise Borras         | Vadász Bea         |
| Légikísérő                       | Denise E. James       | Spilák Klára       |

## A film készítése
Mace Neufeld producernek megtetszett Tom Clancy regénye, miután 1985-ben elolvasta. Bár a könyv bestseller lett Amerikában, egyik hollywoodi stúdió sem érdeklődött iránta, mert túl bonyolultnak találták.
Neufeld másfél év után talált egy olyan felső szintű igazgatót a Paramount Pictures-nél, aki elolvasván Tom Clancy regényét, egyetértett abban, hogy filmet kell belőle csinálni.
Larry Ferguson és Donald Stewart forgatókönyv-írók elkezdtek dolgozni a szövegen, ezalatt Neufeld megkereste az Egyesült Államok Haditengerészetének illetékeseit és a támogatásukat kérte. Ők attól tartottak, hogy szigorúan titkos információk szivároghatnak ki. Néhány admirálisnak azonban tetszett Clancy könyve, és azt remélték, hogy a megfilmesítésnek olyan hatása lenne a tengeralattjárókon szolgálatot teljesítő tengerészekre, mint amit a  Top Gun című film ért el a Haditengerészet pilótáinál. Michael Sherman kapitány, a Haditengerészet nyugati régiója információs irodájának igazgatója (Los Angeles) változtatásokat javasolt a forgatókönyvben, amik pozitívabb megvilágításba helyezték a Haditengerészetet.
A Haditengerészet hozzáférést engedélyezett a filmkészítők számára a tengeralattjárókhoz, konkrétan a USS Chicago (SSN-721) és a USS Portsmouth (SSN-707) azon részeit fényképezhették a díszletek elkészítéséhez, amik nem voltak titkosak.
A film kulcsszereplői (köztük Alec Baldwin és Scott Glenn), és a stáb tagjai éjszakai utazáson vettek részt a USS Salt Lake City (SSN-716) tengeralattjáró fedélzetén. Glenn, aki a filmben a USS Dallas (SSN-700) parancsnokát játssza, ki lett képezve a USS Houston (SSN-713) fedélzetén (a legtöbb jelenetben ez a hajó jeleníti meg a Dallast). A tengeralattjáró személyzetének gyakorlás céljából Glenn parancsokat adott, amiket azok végrehajtottak (a jelenlévő valódi parancsnok jóváhagyása után).  Glenn valamikor tengerészgyalogosként szolgált az Egyesült Államok Haditengerészeténél. Baldwin megtanulta egy Los Angeles osztályú tengeralattjáró kormányzását. A filmbeli Dallas személyzetéből többen valódi tengerészek voltak, köztük George Billy hadnagy, a DSRV (=kisméretű mentő-tengeralattjáró) pilótája. Statisztákat San Diegóban toboroztak a tengeralattjárókon dolgozó tengerészek közül, mert könnyebb volt őket alkalmazni, mint színészeket betanítani.
A USS La Jolla (SSN-701) tengeralattjáró személyzete, köztük Mark Draxton hadnagy szabadságot vettek ki, hogy részt vehessenek a forgatáson. A Houston több mint 40 „vész-felbukkanás”-t hajtott végre egyrészt gyakorlás céljából, másrészt a forgatás miatt.
Baldwint 1988 decemberében keresték meg, de nem közölték vele, hogy milyen szerepre. Eredetileg Klaus Maria Brandauer lett volna Marko Ramius kapitány, de két hetes forgatás után kilépett a produkcióból, korábban vállalt kötelezettsége miatt.
A producerek elküldték faxon Sean Connerynek a kéziratot, de ő nemleges választ adott. Később kiderült, hogy az első oldalt nem kapta meg, így nem volt érthető a történet.
A filmforgatás 1989. április 3-án kezdődött meg, 30 millió dolláros költségvetéssel.
A Haditengerészet kölcsönadta a Houston-t, a USS Enterprise (CVN-65) repülőgép-hordozót, helikoptereket, két fregattot és a szárazdokk személyzetét.
John Milius módosított a forgatókönyvön, és írt néhány orosz mondatot Sean Connery számára.
A filmkészítők előtt több lehetőség volt a nyelvvel kapcsolatban: vagy végig realista a film és az „oroszok” oroszul beszélnek (angol felirattal); vagy a nézők kedvéért (a realizmust feladva) az első pillanattól kezdve angolul beszélnek, orosz akcentussal. Ezek ötvözésével egy kompromisszumot választottak: a kezdő orosz beszélgetések valóban oroszul hangzanak el, majd a kapitány kabinjában, amikor a politikai tiszt beleolvas a kapitány könyvébe, amit a feleségétől kapott, a mondat közben átvált angolra, és akcentus nélkül folytatja a felolvasást. Később, amikor az amerikaiak átszállnak a Vörös Októberre, az oroszok újból oroszul beszélnek, majd itt is egy idő után átváltanak angolra, amikor kiderül, hogy Ryan ért oroszul.
Egy tengeralattjáró belsejében nem volt praktikus forgatni, ezért a Paramount összesen öt makettet épített (amik 15 méter oldalszélességűek voltak), a Vörös Október és a Dallas belső jeleneteinek forgatására. Ezek padlóját hidraulikusan mozgatni, elsősorban dönteni lehetett. Sean Connery nyilatkozata szerint: „Klausztrofóbiás érzés volt 62 emberrel összezárva lenni egy szűk kis helyen, 15 méterrel a talaj fölött. Hamar nagyon meleg lett bent, ráadásul hajlamos  vagyok tengeribetegnek lenni. A padlót akár 45 fokban is meg tudták dönteni. Nagyon zavaró volt.” A színész négy hétig forgatott itt, majd még hónapokig vettek fel jeleneteket a Los Angeles közeli vizeken, Port Angelesben (Washington állam).
Mivel a film még a fejlett számítógépes grafikai módszerek előtt készült, egy valóságos szovjet Tájfun-osztályú tengeralattjáró (ennek felel meg a Vörös Október is) víz fölött látszó makettjét készítették el.
A filmezés 1989 márciusában a USS Reuben James (FFG-57) hajó fedélzetén folyt, a Juan de Fuca szoros és a Puget Sound térségében. A hajó az amerikai parti őrséghez tartozott, és Port Angelesben állomásozott. A HSL-43 típusú harci helikopterek a haditengerészet Whidbey Island-i légi bázisáról szálltak fel.
A víz alatti felvételeknél egy kis méretű modellt és füstöt alkalmaztak. A modellhez 12 eres kábel csatlakozott a kellően sima és precíz mozgatás érdekében. Az akkoriban gyermekcipőben járó számítógépes grafikával a buborékokat és a víz alatti objektumokat állították elő.
1990 februárjában, nem sokkal a film bemutatója előtt a szovjet kormány bejelentette, hogy megszűnt a Kommunista Párt hatalma, és ezzel gyakorlatilag véget ért a hidegháború. Ennek tudatában a film elején egy szöveg jelenik meg, ami szerint a történet 1984-ben játszódik, a hidegháború idején. (ez teljesen korrekt, hiszen a film alapjául szolgáló regény 1984-ben jelent meg)
Tony Seiniger tervezte a film poszterét és ehhez a szovjet poszterművészetből merített ihletet. A cél a high-tech thriller hangsúlyozása volt a politikai elemek háttérbe szorításával.

## A film zenéje
Az eredeti filmzene 10 szerzeményből áll, ezeket Basil Poledouris komponálta. A film zenei albumából hiányzik néhány zenei motívum a filmből, ezek között az a rész, ahol a Vörös Október  legénysége a szovjet himnuszt énekli. A zene anyag korlátait jelenti, hogy eredetileg kompakt kazettán akarták megjelentetni. Később átdolgozták a kompaktlemezes kiadás számára.
A zene hasonlóságot mutat az orosz hadsereg zenekarainak dalaival és ugyanakkor hidegháborús hangulatot áraszt. A zenei anyagot a film számára készítették. A filmből leginkább ismertté vált dal a Hymn To Red October. Sokan azt gondolják, hogy ez eredetileg az orosz hadsereg dala, és tévesen az orosz haditengerészet himnuszaként is hivatkoznak rá.
1. Hymn To Red October
2. Nuclear Scam
3. Putin's Demise
4. Course Two-Five-Zero
5. Ancestral Aid
6. Chopper
7. Two Wives
8. Red Route I
9. Plane Crash
10. Kaboom!!!

## Fogadtatás
A Vadászat a Vörös Októberre 1225 moziban jelent meg 1990. március 2-án, a kezdő hétvégéjén 17 millió dollár bevételre tett szert; ez több volt, mint a költségvetés fele. A film összbevétele Észak-Amerikában 122 millió dollár volt, világszerte pedig összesen 200 milliót szerzett.

### Kritikai visszhang
A film pozitív reakciókat kapott a kritikusoktól. A filmkritikusok véleményét összegző Rotten Tomatoes 88%-ra értékelte 73 kritikus véleménye alapján. Roger Ebert filmkritikus szerint: „Ügyes, hatásos film, ami bevon minket egy okos, megtévesztő játékba.”

Gene Siskel dicsérte a film technikai színvonalát és Baldwin meggyőző alakítását Jack Ryanként. Nick Schager, a Slant magazin kritikusa megjegyzi: „A »Vadászat a Vörös Októberre« olyan thriller, ami a székéhez szögezi az embert, és kiállja az idő próbáját.”

A Newsweek kritikusa, David Ansen azt írta róla: „A »Vörös Október« nem elég izgalmas. Mint egy túltöltött teáskanna, túl sokáig tart, míg eléri a forráspontot.”

## Díjak, elismerések
A film 1991-ben elnyerte a „legjobb hangvágás” Oscar-díját.

## Hidegháborús vonatkozások
A film a titkos fejlesztésekkel és a tengeralattjárók harcászatával foglalkozó közösség körében kisebb szenzációt keltett.
Az egyik jelenetben, amikor a USS Dallas a kanyonokban üldözi a Vörös Októbert, elhangzik, hogy a legénység „gravitációs anomáliát” észlel. Ez akkoriban az amerikai tengeralattjárókon egy titkos eljárás, a gravimetria alkalmazása volt, ami gravitációs eltérések alapján passzív észlelést tesz lehetővé. A milliárd-dolláros fejlesztés, amit a Bell Aerospace végzett, abban az időben titkos technológia volt. Bár már 1973 óta fejlesztették, csak néhány Ohio-osztályú tengeralattjárón alkalmazták. A Bell Aerospace később eladta a technológiát a Bell Geospace-nek, ami olajkutatásra használja.

## Érdekesség
A tengeralattjárón lévő szonár csak a haladási irány felé képes „látni”, a hajó mögé nem (ott a saját hajtóműve hangja minden egyéb zajt elfed). Ezért, hogy az esetleges követőt észrevegyék, a Vörös Október többször  hirtelen megfordul 180°-kal. Az amerikaiak ezt a műveletet „Trükkös Iván”-nak nevezik, több okból:
- kiszámíthatatlan időpontban következik be, nem lehet felkészülni rá
- a követő tengeralattjárónak (a filmben a Dallas-nak) azonnal le kell állítania a motorjait
- a lendület miatt előfordulhat, hogy a két hajó összekoccan (mivel a követő hajó nem használhatja a szonárját, ezért nem „látja”, mi van előtte)

Mivel az amerikaiak nem tudják a szovjet tengeralattjáró valódi nevét (=Vörös Október), Tájfun-7-nek nevezik, mert 6 Tájfun-osztályú hajó már szerepel a számítógép adatbázisában.

## Fordítás
- Ez a szócikk részben vagy egészben  a   The Hunt for Red October (film) című angol Wikipédia-szócikk ezen változatának fordításán alapul.  Az eredeti cikk szerkesztőit annak laptörténete sorolja fel. Ez a jelzés csupán a megfogalmazás eredetét és a szerzői jogokat jelzi, nem szolgál a cikkben szereplő információk forrásmegjelöléseként.